# Helicops
HeliCops (Helicops, Einsatz über Berlin) est une série télévisée allemande en 36 épisodes de 45 minutes diffusée entre le 2 octobre 1998 et le 27 décembre 2000 sur Sat.1.
En France, la série a été diffusée à partir du 31 octobre 1998 sur France 2, et au Québec à partir de février 2000 à Séries+.

## Synopsis
Cette série met en scène un groupe policier d'intervention spécial, le commando AK1, équipé d'un prototype d'hélicoptère futuriste, qui combat les criminels à Berlin. L'hélicoptère AK1 est équipé de microphones directifs, de sondes infrarouges, de canons 45 mm et d'un canon à impulsions.

## Distribution

### Acteurs principaux
- Christoph M. Ohrt (VF : Pierre-François Pistorio) : pilote de l'hélicoptère Karl « Charly » Schumann (saisons 1 et 2)
- Doreen Jacobi (VF : Laurence Dourlens) : commissaire principal Jenny Harland (saison 1)
- Joachim Kretzer (de) : pilote de l'hélicoptère Robert Becker (saison 3)
- Iris Junik (de) (VF : Brigitte Aubry) : commissaire principal Gina Holland (saisons 2 et 3)

### Acteurs secondaires
- Matthias Matz (de) (VF : Bertrand Liebert) : navigateur Stephan Rubelli
- Peter Simonischek (VF : Olivier Proust) : le directeur du groupe Hagen Dahlberg
- Brigitte Karner (de) : Claudia Jokostra, à l'origine du prototype
- Dietrich Hollinderbäumer : le chef de police Koch
- Christoph Grunert (de) : le mécanicien Thorwald Fuchs

## Épisodes

### Pilote (1998)
1. Baptême de feu pour AK 1 (Feuertaufe für AK 1) 90 minutes

### Première saison (1998)
1. La Chute de Babel (Babels Untergang)
2. L’Opération Brainstorm (Projekt Brainstorm)
3. 42 km vers la mort (42 Kilometer in den Tod)
4. Pas de vacances pour Charlie (Das Drehbuch schreibt der Tod)
5. Chute libre (Sturzflug)
6. Vol sur internet (Blackmail)
7. Vraie bombe fausse bombe (Todesflug IL 888)
8. Le Mont du Diable (Teufelsberg)
9. Dimanche sanglant (Blutsonntag)
10. Jour de congé (Freier Freitag)
11. Euro en danger (Der Euro-Raub)
12. Le Complot (Toter Punkt)
13. Un vieil ami (Faule Eier)

### Deuxième saison (2000)
1. Échec et mat (Zwischen Himmel und Hölle)
2. Voleur d’organes (Tod auf der Raveparade)
3. L’Enlèvement (Das Jahr des Drachen)
4. On a volé Vénus (Die Venusjagd)
5. Titre français inconnu (Die Brodsky-Variante)
6. Titre français inconnu (Blutige Geschäfte)
7. Titre français inconnu (Das Gold der Kleopatra)
8. Dernier récital pour Johnny (Jonnys letzte Show)
9. L'appât du gain (Richtfest)
10. Titre français inconnu (Die Verschwörung)
11. Vraie bombe, fausse bombe (Explosiv)
12. Titre français inconnu (Verschwundene Kinder)
13. Titre français inconnu (Himmelsstürmer)
14. Titre français inconnu (Doppeltes Spiel)
15. Titre français inconnu (Schneekönig und Samurai)
16. Titre français inconnu (Juwelen-Brüder)
17. Titre français inconnu (Der Milliarden-Coup)
18. Titre français inconnu (Fehlgeleitet)
19. Titre français inconnu (Das Chamäleon)
20. Titre français inconnu (Jungbrunnen)
21. Titre français inconnu (Geldgier)

### Hors saison
1. Titre français inconnu (S. HeliCops – Die Mega-Action)